# Nathan-Dylan Saliba
Nathan-Dylan Saliba (Longueuil, 7 febbraio 2004) è un calciatore canadese, centrocampista dell'Anderlecht.

## Carriera

### Club

#### Gli inizi a Montréal
Prodotto dell'Academy quebbecchese, nel dicembre 2020 ha firmato il primo contratto da professionista con il CF Montréal venendo convocato nello stesso match per il match di Champions League contro l'Olimpia.
Dopo aver giocato nella squadra U-23 del club canadese nel biennio 2021-2022, nel 2023 viene aggregato con la prima squadra ed il 25 febbraio esordisce in Major League Soccer contro l'Inter Miami.

#### Il trasferimento in Belgio: Anderlecht
Il 25 giugno 2025 viene ufficializzato il passaggio di Saliba all'Anderlecht. Ha firmato un contratto di quattro anni con il club belga.

### Nazionale
Il 7 settembre 2024, alla prima convocazione, fa il suo debutto con il Canada subentrando nel finale dell'amichevole vinta 1-2 in casa degli Stati Uniti.
Convocato per la Gold Cup 2025, esordisce nel torneo nel successo per 6-0 ai gironi contro l'Honduras, in cui realizza la sua prima rete per la selezione canadese.

## Statistiche

### Presenze e reti nei club
Statistiche aggiornate al 1º giugno 2025.
| Stagione           | Squadra            | Campionato         | Campionato | Campionato | Coppe nazionali | Coppe nazionali | Coppe nazionali | Coppe continentali | Coppe continentali | Coppe continentali | Altre coppe | Altre coppe | Altre coppe | Totale | Totale |
| Stagione           | Squadra            | Comp               | Pres       | Reti       | Comp            | Pres            | Reti            | Comp               | Pres               | Reti               | Comp        | Pres        | Reti        | Pres   | Reti   |
| ------------------ | ------------------ | ------------------ | ---------- | ---------- | --------------- | --------------- | --------------- | ------------------ | ------------------ | ------------------ | ----------- | ----------- | ----------- | ------ | ------ |
| 2020               | CF Montréal        | MLS                | -          | -          | CC              | -               | -               | CCL                | 0                  | 0                  |             | -           | -           | 0      | 0      |
| 2023               | CF Montréal        | MLS                | 28         | 0          | CC              | 3               | 0               |                    | -                  | -                  | LC          | 2           | 0           | 33     | 0      |
| 2024               | CF Montréal        | MLS                | 25         | 1          | CC              | -               | -               |                    | -                  | -                  | LC          | 2           | 0           | 27     | 1      |
| 2025               | CF Montréal        | MLS                | 16         | 1          | CC              | 2               | 0               |                    | -                  | -                  | LC          | -           | -           | 18     | 1      |
| Totale CF Montréal | Totale CF Montréal | Totale CF Montréal | 69         | 2          |                 | 5               | 0               |                    | 0                  | 0                  |             | 4           | 0           | 78     | 2      |
| 2025-2026          | Anderlecht         | D1                 | -          | -          | CB              | -               | -               | -                  | -                  | -                  | -           | -           | -           | -      | -      |
| Totale carriera    | Totale carriera    | Totale carriera    | 69         | 2          |                 | 5               | 0               |                    | 0                  | 0                  |             | 4           | 0           | 78     | 2      |

### Cronologia presenze e reti in nazionale
| Cronologia completa delle presenze e delle reti in nazionale ― Canada | Cronologia completa delle presenze e delle reti in nazionale ― Canada | Cronologia completa delle presenze e delle reti in nazionale ― Canada | Cronologia completa delle presenze e delle reti in nazionale ― Canada | Cronologia completa delle presenze e delle reti in nazionale ― Canada | Cronologia completa delle presenze e delle reti in nazionale ― Canada | Cronologia completa delle presenze e delle reti in nazionale ― Canada | Cronologia completa delle presenze e delle reti in nazionale ― Canada |
| Data                                                                  | Città                                                                 | In casa                                                               | Risultato                                                             | Ospiti                                                                | Competizione                                                          | Reti                                                                  | Note                                                                  |
| --------------------------------------------------------------------- | --------------------------------------------------------------------- | --------------------------------------------------------------------- | --------------------------------------------------------------------- | --------------------------------------------------------------------- | --------------------------------------------------------------------- | --------------------------------------------------------------------- | --------------------------------------------------------------------- |
| 7-9-2024                                                              | Kansas City                                                           | Stati Uniti                                                           | 1 – 2                                                                 | Canada                                                                | Amichevole                                                            | -                                                                     | 90+4’                                                                 |
| 15-10-2024                                                            | Toronto                                                               | Canada                                                                | 2 – 1                                                                 | Panama                                                                | Amichevole                                                            | -                                                                     | 79’                                                                   |
| 7-6-2025                                                              | Toronto                                                               | Canada                                                                | 4 – 2                                                                 | Ucraina                                                               | Amichevole                                                            | -                                                                     |                                                                       |
| 17-6-2025                                                             | Vancouver                                                             | Canada                                                                | 6 – 0                                                                 | Honduras                                                              | Gold Cup 2025 - 1º turno                                              | 1                                                                     |                                                                       |
| 21-6-2025                                                             | Houston                                                               | Curaçao                                                               | 1 – 1                                                                 | Canada                                                                | Gold Cup 2025 - 1° turno                                              | 1                                                                     |                                                                       |
| 29-6-2025                                                             | Minneapolis                                                           | Canada                                                                | 1 – 1 (5 – 6 dtr)                                                     | Guatemala                                                             | Gold Cup 2025 - Quarti di finale                                      | -                                                                     | 71’                                                                   |
| Totale                                                                |                                                                       | Presenze                                                              | 6                                                                     |                                                                       | Reti                                                                  | 2                                                                     |                                                                       |